# Стулов, Дмитрий Георгиевич
Дмитрий Георгиевич Стулов (род. 5 декабря 1973, Саратов) — советский и российский хоккеист, защитник. Тренер.

## Биография
Воспитанник саратовского «Кристалла». Начинал играть в сезоне 1989/90 за команду второй лиги «Химик» Энгельс, в следующем сезоне выступал также за «Кристалл» в первой лиге. Играл за клубы МХЛ и Суперлиги «Крылья Советов» (1991/92), «Кристалл» (1992/93 — 1994/95), «Северсталь» Череповец (1997/98), «Торпедо» Ярославль (1998/99), «Лада» Тольятти (1999/2000),
«Нефтехимик» Нижнекамск (2000/01 — 2001/02), «Сибирь» Новосибирск (2002/03), «Спартак» Москва (2002/03).
Также играл за «Дизелист» / «Дизель» Пенза (1995, дозаявлен в серии плей-офф вместе с Сергеем Толстых, 2003/04 — 2004/05), «Пантерн» (1995/96) и «Каликс» (1996/97, оба — Швеция), «Газовик» Тюмень (2004/05).
Бронзовый призёр чемпионата России (1999).
Серебряный призёр юниорского чемпионата Европы 1991 года.
Игрок сборной России на этапах Еврохоккейтура 1997/98 в Финляндии и России.
В 2007—2015 годах — детско-юношеский тренер в «Металлурге» Магнитогорск. Главный тренер команд МХЛ «Сарматы» Оренбург (2015/16 — 2016/17, 2022) и «Стальные лисы» Магнитогорск (2017/18 — 2018/19). С 2022 года — тренер в школе «Черномор» (Сочи).
Сын Дмитрий также хоккеист.